# Udvar
Udvar is een plaats (község) en gemeente in het Hongaarse comitaat Baranya. Udvar telt 181 inwoners (2001).

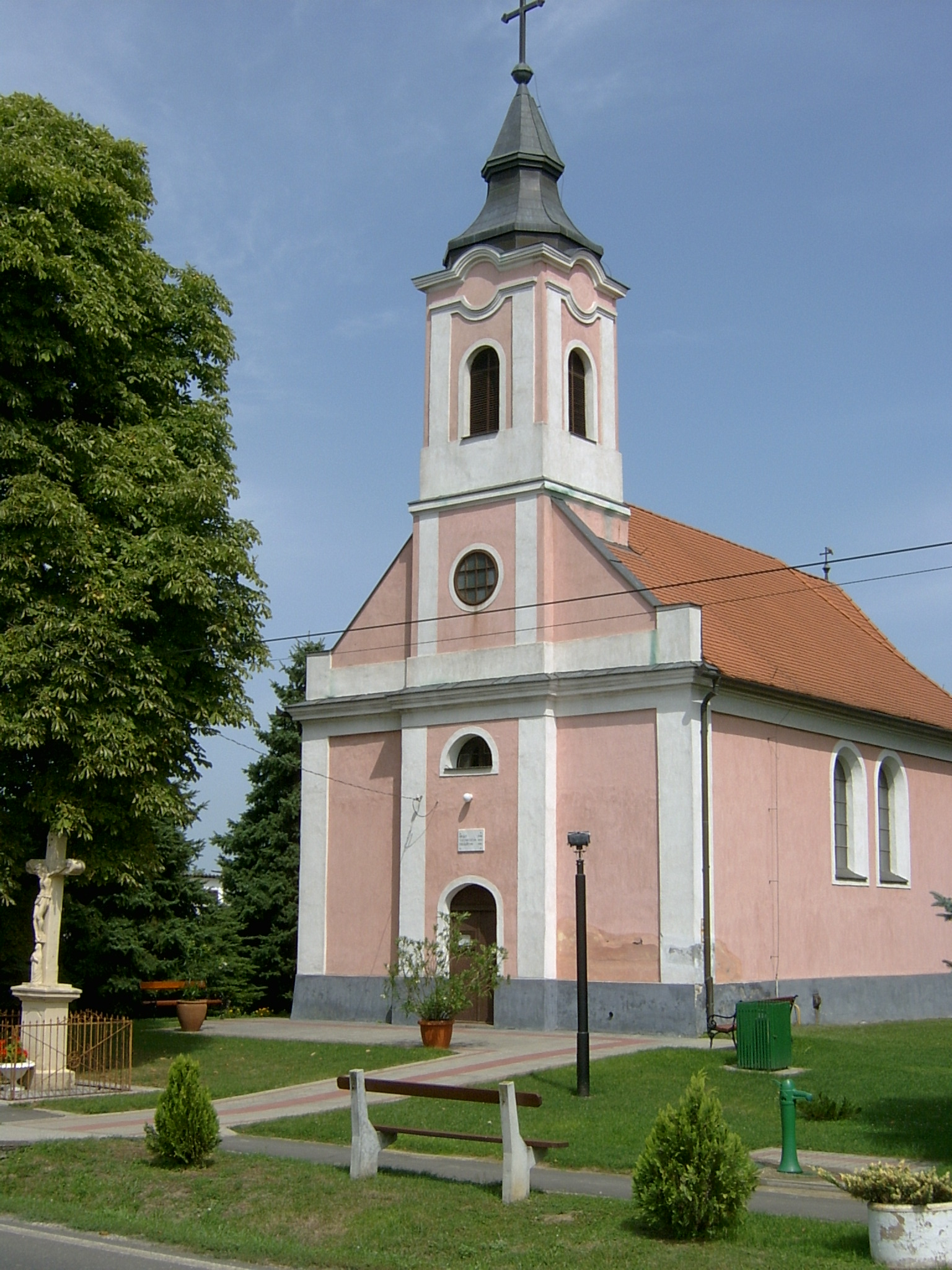